# Goszczyn

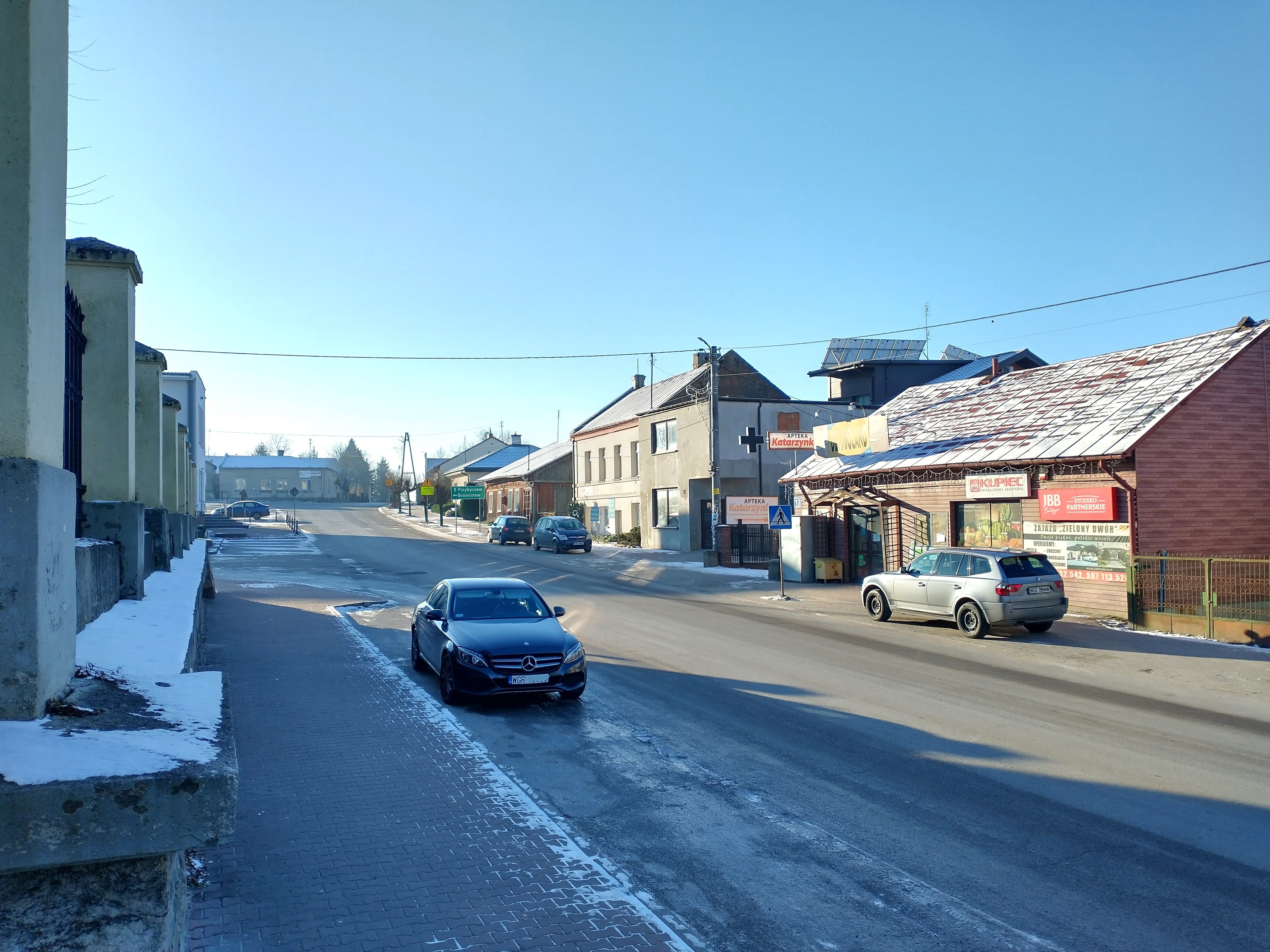
Centrum Goszczyna

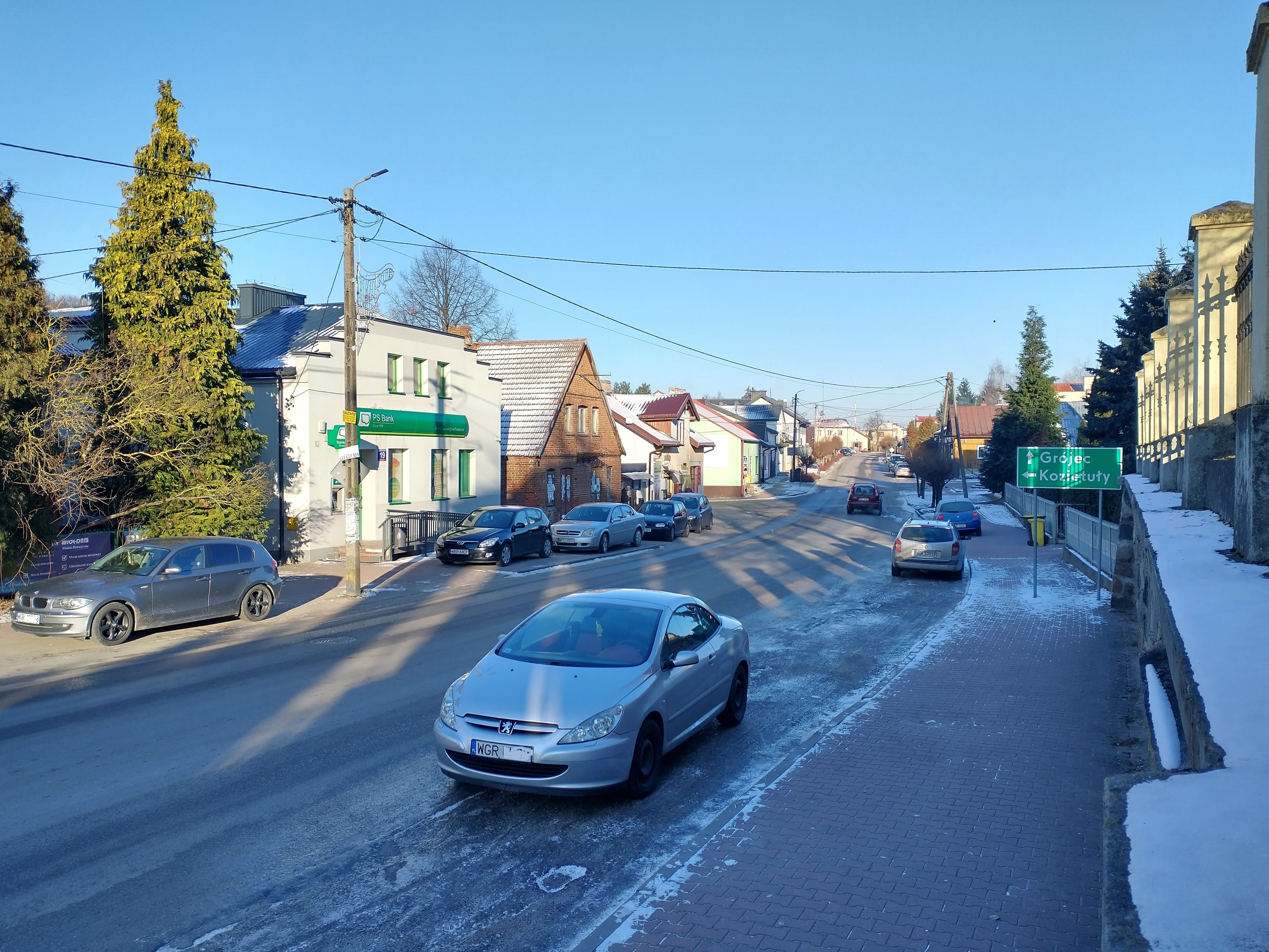
Fragment wsi przy kościele

Goszczyn – wieś sołecka w Polsce, położona w województwie mazowieckim, w powiecie grójeckim, w gminie Goszczyn. Siedziba gminy Goszczyn oraz parafii pod wezwaniem św. Michała Archanioła, należącej do dekanatu mogielnickiego, archidiecezji warszawskiej. Dawniej Miasto królewskie Korony Królestwa Polskiego, uzyskał lokację miejską w 1386 roku, zdegradowany w 1869 roku. W drugiej połowie XVI wieku położone było w powiecie grójeckim ziemi czerskiej województwa mazowieckiego. Do 1954 roku siedziba gminy Rykały. W latach 1975–1998 miejscowość administracyjnie należała do województwa radomskiego.

## Położenie
Wieś położona jest przy dawnej drodze prowadzącej z Grójca przez Mogielnicę do Nowego Miasta. Leży 15 km na południe od Grójca, 145–155 m n.p.m., wzdłuż płytkiej dolinki niewielkiego dopływu Pilicy. Dopływ ma swój początek w źródełku w Bądkowie, zaś z rzeką łączy się w Przybyszewie. Goszczyn jest otoczony łąkami, które do obecnej chwili noszą dawne nazwy.

## Okolica
Łąki graniczące ze wsią Lisów noszą nazwę Kemping, Kożuszki przylegające do Piekart, swą nazwę wywodzą od istniejącej tam niegdyś wsi (wymienia ją parafialna księga zmarłych z 1856 roku). Po prawej stronie drogi biegnącej z Piekart do Goszczyna leżą Wielkie Łąki, przed drugą wojną światową były pastwiskiem dla koni i bydła. Natomiast łąki położone po lewej stroni drogi to Smugi, a graniczące z Długowolą i Broniszewem, zwą się Brodami.

## Ekspresja
Do czasu potopu szwedzkiego było to dobrze rozwijające się miasto znane na Mazowszu i poza nim. „W oddali widać Goszczyn, wyróżniający się tym jedynie, że może uchodzić za ośrodek bardziej znanych rzemiosł. Prawie wszyscy jego mieszkańcy są doskonałymi sitarzami. Sita te wyplatają na modłę tkanin płóciennych bądź to z włosia końskiego, bądź też układają je zręcznie ze zdartego i wymoczonego łyka z kory lipowej; poszukiwane przez młynarzy dla przesiewu otrąb. Sitarze ci przedostają się bardzo uciążliwymi drogami na Węgry, aż do Mężów i Triballów (zamieszkiwali oni obszary obecnej Serbii, północnej Bułgarii i wschodniej części Rumunii) i sprzedawszy towary niskiej wartości, wzbogaceni w złoto powracają do ojczyzny, przynosząc wiele wiadomości o tych ludach, uzyskanych dzięki wywiadywaniu się i obserwacji. W innych okolicznościach musiałoby się je zdobywać z narażeniem szpiegujących na wielkie niebezpieczeństwo.” – Najstarszy opis Mazowsza Jędrzeja Święcickiego.

## Historia

### Średniowiecze
Prawdopodobnie Goszczyn istniał już na początku XII wieku. Nie ma na ten temat dokładniejszych danych, z uwagi na częste pożary nawiedzające miejscowość. Najstarszym dokumentem, jaki zachował się do naszych czasów, jest Parafialna księga narodzin z 1809 r. 25 kwietnia 1382 r. (według innych źródeł w 1386 r.) książę mazowiecki Janusz I Starszy nadał Goszczynowi przywilej rządzenia się prawem chełmińskim. Następnie książę darował miejscowość Golińskiemu. Przywilejem lokacyjnym wydanym w 1425 r. w Bątkowie Janusz I Starszy nadał mieszczanom goszczyńskim prawo niemieckie. Uwolnił ich od opłat ceł na terenie całego swojego państwa, pozwolił mieć łaźnię i postrzygalnię, z których dochody pobierało miasto.

### Okres rozkwitu: XVI – I poł. XVII w.
Po włączeniu Mazowsza do Polski król Zygmunt I przeznaczył Woszczyn i pobliski folwark Bątków na fundusz księżnej mazowieckiej – Annie. W 1536 r. Goszczyn i całe Mazowsze dostał się w ręce królowej Bony, która szczególną opieką otaczała miasto. Potwierdziła wszystkie dawne przywileje i 14 maja 1539 r. wydała nowy, zezwalający na wyrąb lasów strumienieckich. Nadane przywileje potwierdzili następni monarchowie.
Król Zygmunt I w 1540 r. uznał, że mieszkańcy Goszczyna są na zawsze zwolnieni z dostarczania podwód. 9 lipca 1576 r. potwierdził przywileje Stefan Batory, a królowa Anna Jagiellonka 16 lipca 1594 r. Ponadto Anna Jagiellonka zezwoliła na wybudowanie ratusza i jatek, za opłatą czynszu na potrzeby miasta. Zygmunt III Waza w 1614 r. potwierdził cech sitarzy i wprowadził cztery jarmarki: w Kwietną Niedzielę, na Zielone Świątki, podczas święta Matki Bożej Zielnej (15 sierpnia) i świętego Michała Archanioła (29 września). Targi odbywały się w soboty. Król August III potwierdził je 8 sierpnia 1763 r. W XVI wieku Goszczyn jako miasto miał 12 łanów, 26 złotych szosu, a Kozina 17,5 łana.
Od włączenia Mazowsza do Korony miasto stało się własnością królewską. Lustracja z 1560 r. przekonuje liczbami o pomyślnym rozwoju. Podaje, że w Goszczynie było 421 domów i 2000 mieszkańców. Było 27 piwowarów, ważących rocznie w 30 browarach 755 warów wybornego piwa. Wspomnianych sitarzy było 70. W 1564 r. dochody z miasta wynosiły 183 floreny i 20 groszy; w 1578 r. mieszczanie uiszczali 26 złotych polskich szosu. Jednak po upływie stulecia sprawy przedstawiały się o wiele gorzej. Wojny (potop szwedzki i najazd Rakoczego), pożary, wyzysk starostów królewskich, emigracja ludności do Warszawy, spowodowały upadek miasta. Odtąd Goszczyn przeobraził się w osadę rolniczą, przybierając coraz bardziej wiejski wygląd.
Jaskrawym przykładem wykorzystywania urzędu publicznego jako łatwego i szybkiego sposobu dorobienia się był Marcin Falęcki (Falencki). Wierne zasługi wobec króla Zygmunta Augusta pozwoliły mu zostać starostą bądkowskim. Następnie sprawował swój urząd w Goszczynie. Dekret królowej Anny Jagiellonki wylicza wszystkie bezprawia, podkreślając, że tutejsi mieszczanie byli traktowani „gorzej niż w niewoli tureckiej”. Falęcki nakazywał wykonywać mieszczanom różne prace. Piwowarom zabierał kotły i kadzie, aby nie mogli warzyć piwa. Zamykał im stodoły ze zbożem, przymuszając do kupna swojego po dwukrotnie wyższej cenie. Przeciwnych nadużyciom więził i kazał do nich strzelać. Tych, którzy nie stosowali się do nakazu i „wykradali” zboże ze swoich stodół, przykuwano „za szyję tuż przy ziemi jak psa”. Pewnego razu żona starosty rzuciła się na jednego z mieszczan, wyrwała mu brodę i dotkliwie pobiła. W 1583 r. Falęcki był w zatargu z klerem, któremu nie wypłacał należnej dziesięciny. Podatek z Goszczyna należał się biskupowi poznańskiemu i wikariuszom warszawskim z kolegiaty św. Jana Chrzciciela. Uregulował należności dopiero po interwencji biskupiej. 23 marca 1584 r. wicekustosz katedralny potwierdził wpłatę zaległej sumy i terminowe wpłaty kolejnych rat podatku. Niegodziwy starosta jeszcze w 1594 r. sprawował swój urząd. Po spaleniu starego ratusza, zgodnie z poleceniem królowej Anny Jagiellonki, wybudował nowy budynek dla rajców i jatki.

### Upadek – II poł. XVII – XIX w.
Lustracja z 1661 r. stwierdza zapaść gospodarczą i wyludnienie: połowa ziemi ornej była nie obsiana, a z 86 ogrodów tylko 20 zagospodarowanych, ze 100 piwowarów pozostało tylko 7. Polscy monarchowie potwierdzili w kolejnych latach przywileje (1663, 1683, 1763), ale Goszczyn postrzegany był już tylko jako upadająca „drewniana mieścina” (1765 r.). Zdziesiątkowały mieszkańców szalejące epidemie.
Jedna z legend mówi, że w czasie zarazy tylko cztery lub pięć rodzin ocaliło swoje życie, chroniąc się w lesie za Goszczynem, zwanym Brodami. Ocaliło ich wypływające tam zdrowotne źródełko. Mijający czas spowodował, że źródło znikło, zarastając trawą.
Inna legenda mówi o kobiecej postaci (Matka Boska?) ostrzegającej przed zbliżającą się tragedią. Późną nocą jeden z mieszkańców zobaczył nad strugą zwaną Dylówką stojącą niewiastę. Nieznajoma poprosiła o przeniesienie na drugą stronę. Przeraził się tą prośbą, gdyż kobieta była wysoka i dość potężnej budowy ciała. Kiedy wziął ją na plecy, okazała się lekka jak piórko. Po przeniesieniu na drugą stronę strumyka podziękowała i poleciła przekazać mieszczanom ostrzeżenie o zbliżającej zarazie. Mężczyzna postąpił zgodnie z jej poleceniem, jednak przez większość ludzi został wyśmiany. „Morowe powietrze” przetrwali jedynie ci, którzy schronili się przy życiodajnym źródle. Wspomniana epidemia miała miejsce w 1717 r., natomiast dwadzieścia lat wcześniej w 1693 r. nawiedził Woszczyn pomór bydła.
Wiek XVIII to dalszy upadek miasta, pojawiające się oznaki poprawy zniszczyły wojny i rozbiory Polski. W 1771 r. starostą goszczyńskim został książę Stanisław Lubomirski, marszałek wielki koronny. Opłacał wraz ze swoją małżonką 1014 złotych polskich kwarty, a hyberny 904 złotych polskich 28 groszy. Przybywa domów: druga połowa – 23, 1777 – 66 domów i 396 mieszkańców, w 1797 r. jest ich już 97 i 498 osób. Rozwijało się rzemiosło, piwowarstwo, powstała cegielnia i 2 wiatraki. Jednakże „mieszczanie” zajmowali się przede wszystkim rolnictwem.
Jak podaje „Słownik wiedzy o grójeckim” w tomie drugim: „burmistrzowi Kazimierzowi Dzwonkowskiemu udało się odzyskać w 1789 r. zagrabiony przez starostów ratusz i część gruntów miejskich. W czasie insurekcji kościuszkowskiej starosta goszczyński Kasper Nieborowski, powołany do Komisji Porządkowej Księstwa Mazowieckiego miał obowiązek dopilnować, aby „z miasteczka Goszczyna z 12 kominów 1 rekruta i z każdych 5 dymów rolniczych też po 1 (według lustracji z 1790 r.) rekruci dostarczeni byli”. Rada Zastępcza Tymczasowa stwierdziła, że „w ziemi czerskiej, a szczególnie w Goszczynie” nie uruchomiono „pospolitego ruszenia ku obronie powszechnej” w efekcie czego „ośmiu Moskali mogło mieć śmiałość wnieść do miasta Goszczyna i tam bezkarnie furaże naznaczać”. Nieco wcześniej, 19 lutego 1794 r., Rada Nieustająca zarządziła zorganizowanie wyborów do magistratów miast wolnych (królewskich) Rzeczypospolitej. 21 marca 1794 r. doniesiono z miasta Goszczyna, że „urzędów miejskich żadnych, burmistrza, wójta, rajców ławników nie wybrał”. Podczas powstania 1794 r. przez Goszczyn przechodził ze swoimi wojskami wódz naczelny – Tadeusz Kościuszko. Legenda głosi, że siedział na jednym z kamieni leżącym obecnie przy krzyżu, między Kolonią Bądków a Bądkowem. Niestety ten zryw wolnościowy nie przyniósł zwycięstwa. Rok później nastąpił III rozbiór Polski, a Goszczyn znalazł się w granicach zaboru pruskiego: Departament Warszawski Prus Południowych.

### Po rozbiorach: XIX w.
W latach 1807–1815 znajdował się pod jurysdykcją Księstwa Warszawskiego. Po klęsce Napoleona decyzją kongresu wiedeńskiego dawne ziemie księstwa weszły w skład Królestwa Polskiego pod berłem rosyjskiego cara.
Pierwsze dziesięciolecia XIX wieku upłynęły na przebudowie gospodarki i układu przestrzennego miasteczka. Wyprostowano drogę biegnącą do Grójca przez Lewiczyn, wybrukowano główną ulicę, przy której skupiała się zabudowa. W 1816 r. wybudowano murowaną, elementarną szkołę parafialną, zburzono stary kościółek filarny pw. św. Krzyża oraz ratusz stojący w centrum rynku, a w jego miejsce postawiono austerię (murowany dom zajezdny) (obecnie gdzieś pod pomnikiem bohaterów Goszczyna) w związku z budową w odległości 5 km nowego traktu z Warszawy do Radomia.
Pierwotnie trakt miał przebiegać przez Goszczyn, lecz nie zgodzili się na to mieszkańcy pamiętając o licznych przemarszach wojsk zostawiających po sobie spustoszenie. W 1820 r. było w Goszczynie 98 domów i 665 mieszkańców, utrzymujących się głównie z rolnictwa, byli także rzemieślnicy: tkacze, szewcy, kuśnierze, kowal. Powstała w 1823 r. straż ogniowa, ale targi i jarmarki już się nie odbywały. Lustratorzy stwierdzają, że Goszczyn otoczony silniejszymi ośrodkami „nie ma szans rozwoju”. Podczas powstania styczniowego 1863 r. mieszkańcy brali czynny udział w walce z Rosjanami, a dowódcą oddziału był pochodzący z Goszczyna Antoni Pleciński. Ogólny upadek, zmniejszenie liczby ludności oraz czynna walka z zaborcą spowodowały odebranie praw miejskich. Ukazem Rządzącego Senatu z 1 lipca 1869 r. zdecydowano o przekształceniu postanowieniami Komitetu Urzędującego dla Spraw Królestwa Polskiego miast Goszczyn, Przybyszew, Mogielnica i Warka na osady od 1 stycznia 1870 r.
Mimo to świadomość dawnej miejskości przetrwała do dziś, np. powiedzenie „idę na miasto”. Przed drugą wojną światową, podczas świąt lub niedziel, goszczyniacy szli do kościoła ubrani odświętnie we fraki i meloniki. 2 lipca 1873 r. prawie cała miejscowość spłonęła, przyczyną było uderzenie pioruna. Spłonął bezcenny późnogotycko-renesansowy kościół parafialny wraz z całym wyposażeniem oraz pruska austeria. Z powodu braku lokalu Goszczyn przestał być siedzibą urzędu gminy. Urząd przeniesiono do wsi, z której pochodził nowy wójt, a został nim mieszkaniec Rykał nazwiskiem Kryger. Następnie gmina mieściła się w Długowoli w domu Franciszka Katany, kolejnego wójta. Budynek stał przy drodze do Romanowa, lecz spłonął od uderzenia pioruna. Wkrótce zaczęto ponownie urzędować w Rykałach, a wójtem został pochodzący z Dylewa Marceli Onuczyński.
Powrót nastąpił podczas kadencji Antoniego Pasiuty z Goszczyna, a siedzibą zostało piętro nowej karczmy, w miejscu dawnego kościółka św. Krzyża. Biuro gminy mieściło się w jednym pokoju od strony ulicy Bądkowskiej. Przed wybudowaniem obecnego kościoła w 1887 r. mieściła się tu tymczasowo kaplica, a później szkoła dla chłopców, dziewczęta kształciły się w wynajętym mieszkaniu Władysława Bedyńskiego przy obecnej ulicy Piekarskiej. Mimo powrotu urzędu gminy do Goszczyna pozostała nazwa z czasów przymusowego wychodźstwa: „Gmina Goszczyn z siedzibą w Rykałach”.

### Wiek XX do II wojny
Goszczyn pomyślnie rozwijał się na początku nowego stulecia. Jego mieszkańcy wzięli udział w rewolucji 1905 roku, a pomimo to otrzymali zgodę, własnoręcznie podpisaną przez Mikołaja II, na budowę murowanej szkoły.
Miejscowość przetrwała I wojnę światową bez większego uszczerbku. Początkowo dynamicznie się rozwijała, jednak z czasem uległa jeszcze dynamiczniejszemu rozwojowi Grójca, Białobrzegów i migracji ludności do Warszawy. Pomimo tego udało się mieszkańcom odbudować rozpadający się kościół św. Michała Archanioła według projektu Stefana Szyllera. Stary kościół z 1887 r., zbudowany w stylu neoromańskim według projektu warszawskiego architekta diecezjalnego Wojciecha Bobińskiego, był fuszerką budowlaną wzniesioną przez miejscowych i już po 15 latach uległ zawaleniu. Nowa budowla była nie przebudową poprzedniej, lecz zbudowaną od nowa na zachowanych fundamentach korpusu nawowego oraz dobudowanego prezbiterium z kaplica i zakrystią od wschodu oraz masywu wieżowego od zachodu. Szyller przemienił również niską budowlę halową w bazylikę. Całkowicie odmieniona została przy tym stylistyka budowli. Z niewielkiej neoromańskiej hali stała się imponującą bazyliką bez transeptu, z jedną wieżą na froncie i wydłużonym prezbiterium z kaplicą kopułową od południa. Nowym stylem jest szczególnie modny podówczas eklektyzm w manierze Stanisława Augusta, czyli z końca XVIII w., łączący elementy klasycyzmu i późnego baroku.
W przedwojennym Goszczynie istniała liczna społeczność żydowska, skupiona w lokalnym kahale. W miasteczku znajdował się cmentarz oraz duża synagoga. Była to budowla konstrukcji tzw. „muru pruskiego”, drewniano-murowana z wysokim dachem, drugą dominantą architektoniczną w panoramie Goszczyna; bezstylowa, jednak z widocznym odwołaniem do wielkich synagog kresowych tj. w Grodnie.
Cały ten polsko-żydowski konglomerat został brutalnie rozdzielony w 1939 r. Najpierw żydów zamknięto w getcie, a następnie wywieziono do Treblinki i wymordowano. Jednak w czasie II wojny światowej ponad dwukrotnie wzrosła liczba mieszkańców Goszczyna. Stało się tak za sprawą polityki III Rzeszy. Z ziem II Rzeczypospolitej wcielonych bezpośrednio do Niemiec wysiedlano Polaków, którzy osiadali W Generalnym Gubernatorstwie. W ten sposób z ok. 1500 mieszkańców w 1939 r. w czasie wojny Goszczyn liczył szacunkowo ok. 3000-3500 osób.
Czerwonoarmiści zajęli Goszczyn bez walki w kilka dni po zdobyciu przez Rosjan Warki. Na tym zakończył się najczarniejszy rozdział w historii Goszczyna.

### Czasy najnowsze
Właściwą nazwę przywrócono dopiero z dniem 1 stycznia 1955 r., po wejściu w życiu ustawy administracyjnej z poprzedniego roku.

## Zabytki
- Eklektyczny kościół parafialny św. Michała Archanioła; pierwotna neoromańska budowla z lat 80. XIX w. projektu warszawskiego architekta, Wojciecha Bobińskiego. Ulegała postępującej destrukcji na początku XX w., zastąpiona nową budowlą, projektu Stefana Szyllera. Ma charakter eklektyczny; dominują odwołania do tzw. maniery Stanisława Augusta, łączenia elementów stylu późnobarokowego z klasycyzmu w wydaniu włoskim. W dolnych partiach kościoła (ściany naw bocznych) zachowały się ściany dziewiętnastowiecznej budowli. Jest to kościół orientowany, trójnawowy, bazylikowy z wysoka wieżą na osi, zwieńczoną spiczastym hełmem. Do korpusu od wschodu przylega wydłużone, zamknięte wielobocznie prezbiterium, flankowane od południa przez kaplicę kopułową, a od północy przez zakrystię.
- Bezstylowy, dziewiętnastowieczny budynek dawnej karczmy, obecnie siedziba Urzędu Gminy.

## Ciekawostki
- Najstarsze dokumenty z miasta Goszczyn to akta urodzenia, zejścia i ślubu z 1808 roku, znajdujące się w Państwowym Archiwum w Grodzisku Mazowieckim.
- W Goszczynie urodził się Jan Głogowski – lekarz, działacz endecki i oświatowy[12] oraz Stefan Pietrusiński ps. „Rysiek” – działacz konspiracji powojennej w okresie Polski Ludowej.